# Belinchón (kommunhuvudort)
Belinchón är en kommunhuvudort i Spanien.   Den ligger i provinsen Provincia de Cuenca och regionen Kastilien-La Mancha, i den centrala delen av landet, 70 km sydost om huvudstaden Madrid. Belinchón ligger 716 meter över havet och antalet invånare är 356.
Terrängen runt Belinchón är huvudsakligen platt, men åt nordost är den kuperad. Runt Belinchón är det ganska glesbefolkat, med 26 invånare per kvadratkilometer. Närmaste större samhälle är Tarancón, 5,8 km sydost om Belinchón. Trakten runt Belinchón består till största delen av jordbruksmark.